# NGC 6072
NGC 6072 (другие обозначения — PK 342+10.1, ESO 389-PN15, AM 1609-360) — планетарная туманность в созвездии Скорпион.
Этот объект входит в число перечисленных в оригинальной редакции «Нового общего каталога».